# Карп, Бернард
Бернард Карп (нидерл. Bernard Carp, 17 апреля 1901 — 22 июля 1966) — нидерландский яхтсмен, олимпийский чемпион.

## Биография
Родился в 1901 году в Нидерландской Ост-Индии. В 1920 году принял участие в Олимпийских играх в Антверпене, где вместе с братом Йоханом и Петрюсом Вернинком на яхте «Oranje» завоевал золотую медаль в 6,5-метровом R-классе. С 1922 года начал работать в алкогольной компании «Lucas Bols», где в 1936 году стал директором.
В 1946 году переехал в Южную Африку. В 1950-х годах профинансировал ряд орнитологических экспедиций в Намибию.